# Allemans
 Allemans , en occitano Alamans, es una población y comuna francesa, situada en la región de Aquitania, departamento de Dordoña, en el distrito de Périgueux y cantón de Ribérac.
Formaba parte de la región histórica de Périgord.

## Demografía
| 553 | 519 | 511 | 506 | 489 | 540 |
| Para los censos de 1962 a 1999 la población legal corresponde a la población sin duplicidades (Fuente: INSEE [Consultar]) |     |     |     |     |     |

## Personalidades relacionadas con la comuna
- Maxence Bibié (1891-1950), político.
- Joseph Morand (1757-1813), general en la Revolución del 1.er. Imperio.